# OTI 1987
Il sedicesimo Festival della canzone iberoamericana si tenne a Lisbona, in Portogallo il 24 ottobre 1987 e fu vinto da Eugenia León che rappresentava il Messico.

## Classifica
| Paese                                        | Artista                          | Canzone                                      | Posizione |
| Venezuela                                    | Alfredo Alejandro                | La felicidad está en un rincón de tu corazón | 1         |
| Ecuador                                      | Gustavo Velázquez                | Mi amigo el condor                           | 2         |
| Spagna                                       | Vicky Larraz                     | Bravo samurai                                | 3         |
| Messico                                      | Ana Gabriel                      | Ay amor                                      | 3         |
| Panama                                       | Olga Cecilia de Obaldia          | Blanco y Negro                               |           |
| Colombia                                     | Marta Patricia Yepes             | Vengan a mi hogar                            |           |
| Honduras                                     | Rodolfo Torres                   | Uno mas                                      |           |
| Brasile                                      | Leila Pinheiro                   | Estrela do norte                             |           |
| Guatemala                                    | Chito Ordoñez                    | Que Dios nos libere de la locura             |           |
| Costa Rica                                   | Hilda Chacón Mata                | Soy de un pais que ama                       |           |
| Stati Uniti                                  | Felo Bohr                        | Sabes lo que yo quisiera                     |           |
| Rep. Dominicana                              | Julio Sabala                     | Esto tiene que cambiar                       |           |
| Canada                                       | Alberto Oliveira                 | Vuelve a mi                                  |           |
| Porto Rico                                   | Marisol Calero                   | Soy mujer                                    |           |
| Argentina                                    | Lalo Márquez e Daniel Altamirano | Todavía la vida                              |           |
| Portogallo                                   | Teresa Mayuco                    | Nao me tirei este mar                        |           |
| Paraguay                                     | Rolando Ojeda                    | Procura                                      |           |
| El Salvador                                  | Iliana Posas                     | Nadie mas que tu                             |           |
| Bolivia                                      | Hombre Nuevo                     | Utopia                                       |           |
| Nicaragua                                    | María Lili Delgado               | La vida es solo sueño                        |           |
| Uruguay                                      | Fabricio                         | Volvamos a empezar                           |           |
| Cile                                         | Eduardo Valenzuela               | Chocando paredes                             |           |
| Antille Olandesi                             | Rose y Romeo Heige               | Hermanos tu y yo                             |           |
| Perù                                         | Jenny Higginson                  | He aprendido a volar                         |           |
| Luogo: Teatro São Luis - Lisbona, Portogallo |                                  |                                              |           |